# Lobocleta offendata
Lobocleta offendata är en fjärilsart som beskrevs av Heinrich Benno Möschler 1890. Lobocleta offendata ingår i släktet Lobocleta och familjen mätare. Inga underarter finns listade i Catalogue of Life.